# Big Ben

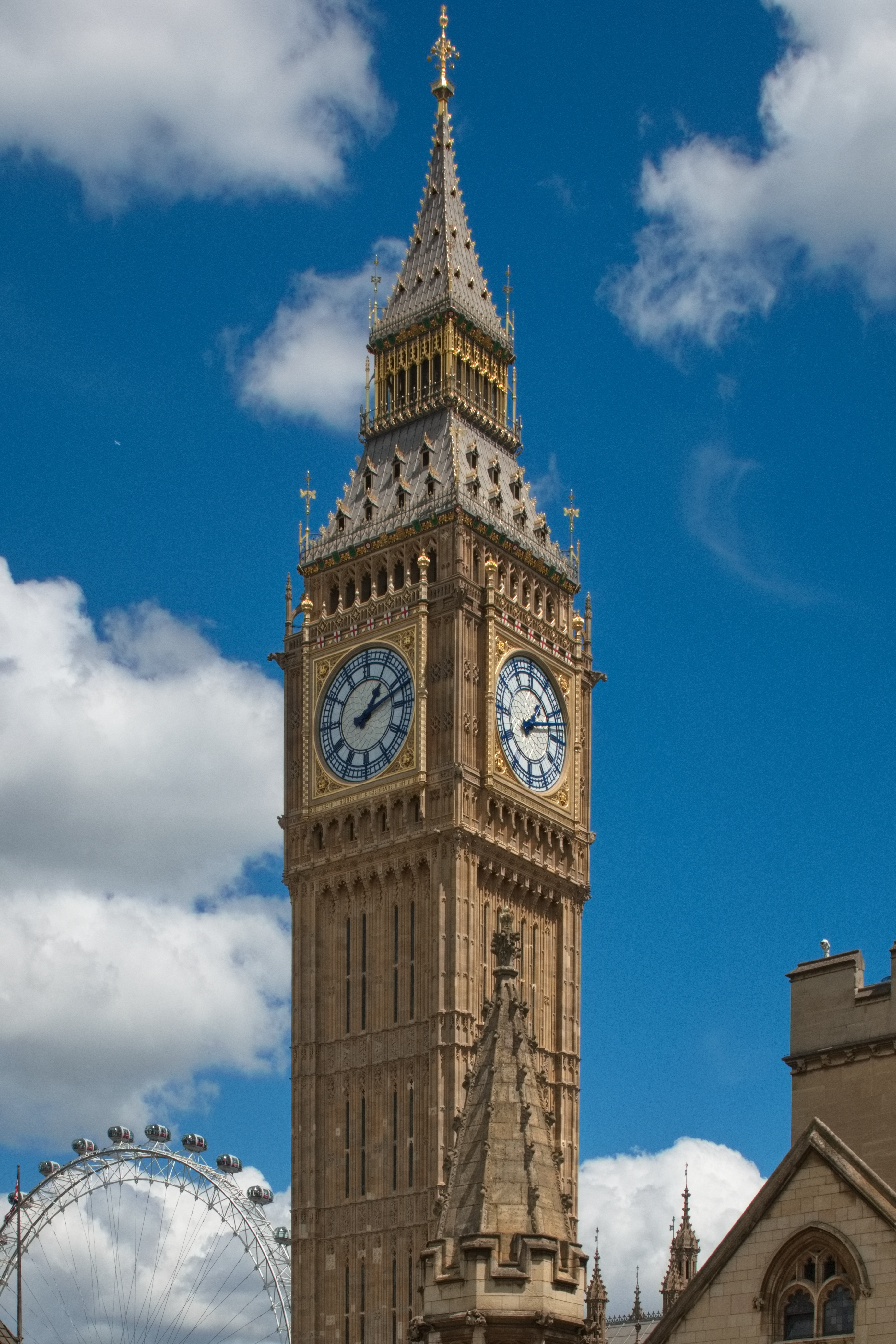
Big Ben w roku 2022

Big Ben – zwyczajowa nazwa wieży zegarowej Elizabeth Tower w Londynie w Wielkiej Brytanii.
Nazwa początkowo odnosiła się do dzwonu ze St. Stephen’s Tower (z ang. wieża św. Szczepana), zwanej również The Clock Tower (Wieża Zegarowa), należącej do Pałacu Westminsterskiego. Obecnie nazwa Big Ben odnosi się często zarówno do dzwonu, jak i zegara oraz samej wieży. 12 września 2012 roku wieża została oficjalnie nazwana Elizabeth Tower, dla uhonorowania 60-letniego panowania Elżbiety II.

## Historia
Budowę tej neogotyckiej wieży podjęto po pożarze 16 października 1834 roku, który strawił znaczną część pałacu. Zachowała się jedynie 900-letnia Westminster Hall oraz kaplica św. Stefana.
Projektantami byli m.in. Charles Barry i jego asystent Augustus W. Pugin. Odbudowa trwała do roku 1858. W obecnym kształcie pałac ma 1200 pomieszczeń i trzy kilometry korytarzy. Wieża stanęła na trzymetrowej grubości, kwadratowej płycie betonowej o boku 15,2 m. Ma 96,3 m wysokości, a każda z czterech tarcz zegarowych ma 7 metrów średnicy. Na wieżę prowadzą spiralne schody liczące 334 stopnie.

### Zegar

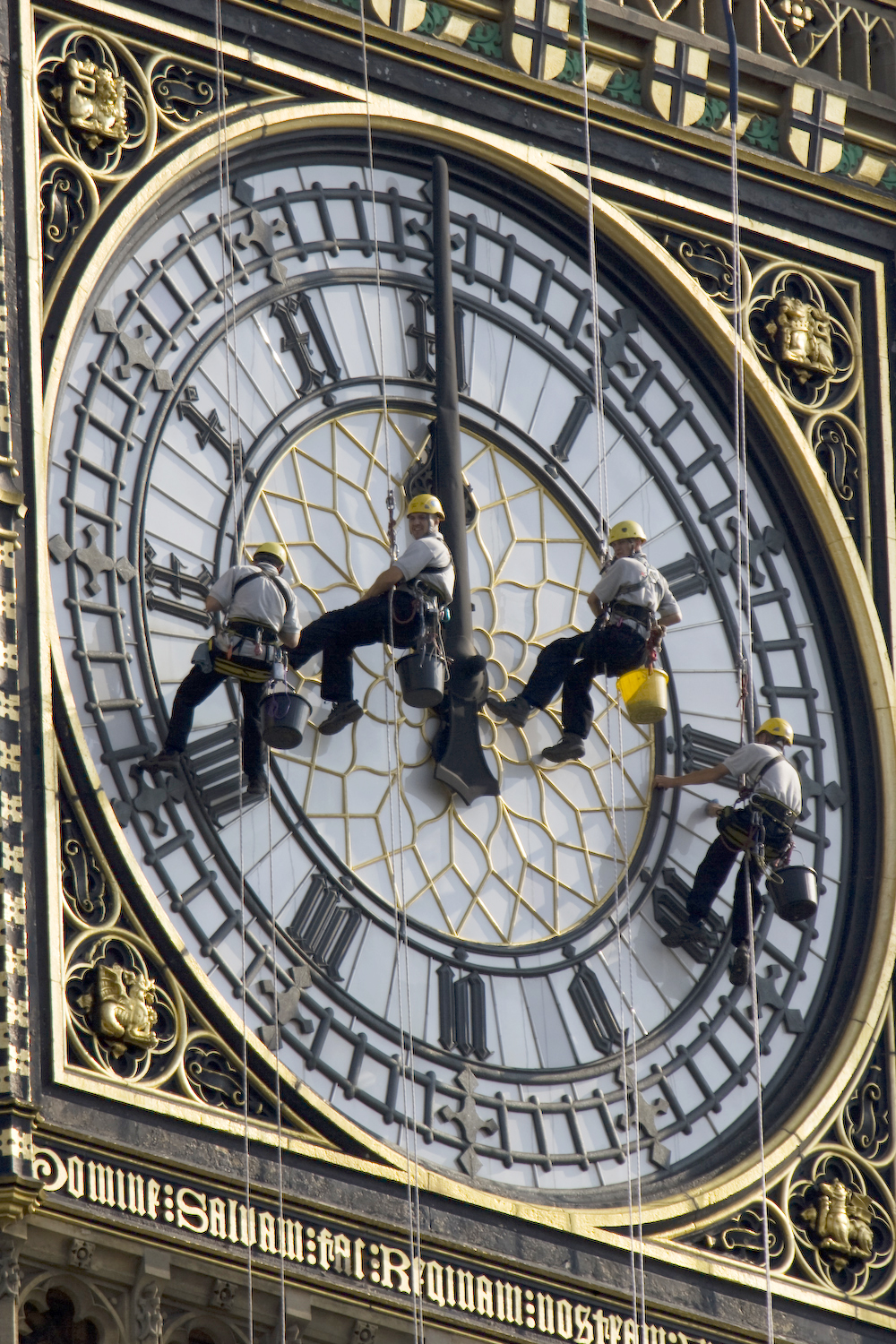
Cyferblat podczas zabiegów konserwacyjnych. Widok robotników pomaga wyobrazić sobie rozmiar zegara.

Projekt zegara został wybrany w drodze konkursu. Wytyczne, jakim miał sprostać projekt, opracował królewski astronom sir George Airy. Głównym ich założeniem było precyzyjne odliczanie czasu (do jednej sekundy), które miało być koordynowane dwa razy dziennie drogą telegraficzną z czasem wybijanym w obserwatorium w Greenwich. Zegar taki został zbudowany przez Edmunda Becketta Denisona oraz przedsiębiorstwo EJ Dent&CO w roku 1854.
Tarcza zegara została zaprojektowana przez Augustusa Pugina i osadzona w stalowej ramie o średnicy siedmiu metrów, podtrzymującej 312 kawałków opalizującego szkła. Wskazówka godzinowa mierzy 2,7 m, a minutowa 4,2 metra. Rzymskie cyfry mają po 60 cm wysokości. Na każdej tarczy widnieje napis Domine salvam fac reginam nostram Victoriam primam (Panie zachowaj naszą królową Wiktorię I).
Obecnie zegar jest bardzo precyzyjny, choć jego połączenie z obserwatorium zostało zniszczone podczas II wojny światowej. W całej historii zdarzały się jednak opóźnienia. Po tym, gdy w 1949 roku stado ptaków usiadło na wskazówce pokazującej minuty, zegar opóźnił się o 41 minut. W 1962 roku, w noc sylwestrową, Big Ben spóźnił się o 10 minut. Przyczyną tego były niezwykle obfite opady śniegu. W 1976 roku nastąpiła pierwsza i jedyna usterka dotycząca mechanizmu. W wyniku uszkodzenia mocowania regulatora wiatrakowego przekładnia mechanizmu bicia osiągnęła bardzo wysokie obroty, na skutek czego nastąpiło uszkodzenie łożysk, pęknięcie ramy mechanizmu w kilku miejscach oraz zniszczenie wielu elementów mechanizmu bicia. W wyniku tej awarii Big Ben milczał od 10 sierpnia 1976 aż do 9 maja 1977; przeprowadzano wówczas naprawę mechanizmu bicia wraz z odtworzeniem zniszczonych elementów i zastosowaniem rozwiązań zabezpieczających przed wprowadzeniem mechanizmów w nadmierne obroty. W 1997 roku zegar zatrzymał się dwukrotnie, a 27 maja 2007 przestał tykać na 90 minut.

### Dzwon
Dzwon nazwany został od imienia sir Benjamina Halla, głównego komisarza robót w 1858 roku. Inne źródła podają, że ta zwyczajowa nazwa pochodzi od imienia Benjamina Caunta, popularnego w owym czasie pięściarza wagi ciężkiej.
Pierwszy dzwon był gotowy w 1856 roku. Ważył szesnaście ton i jako że wieża nie była jeszcze gotowa, był testowany na pałacowym dziedzińcu. Próby okazały się niepomyślne, gdyż dzwon się rozpadł. Z jego kawałków wytopiono nowy w Whitechapel. W 1858 dzwon, ważący 13,5 tony, o wysokości 2,3 m i średnicy 2,9 m, został przetransportowany i zamontowany na wieży. Zegar zaczął tykać 31 maja 1859 roku, a dzwon po raz pierwszy zabrzmiał 11 lipca tego samego roku. Z powodu zamontowania zbyt ciężkiego młota po dwóch miesiącach dzwon pękł, a dopiero po trzech latach wymieniono go na lżejszy. Sam dzwon nie został nigdy naprawiony. Na wieży znajdują się cztery mniejsze dzwony, wybijające co kwadrans wariację kilku taktów, wzorowaną na tej z dzwonu St. Mary’s Church (University Church) w Cambridge, pochodzących z Mesjasza Händla. Dzwony można usłyszeć w BBC Radio 4 o godz. 18 i o północy oraz w BBC World Service. Pierwszy taki sygnał został nadany 31 grudnia 1923 roku.
31 maja 2009 roku Big Ben obchodził 150-lecie.
Jesienią 2015 eksperci ogłosili, że Big Ben potrzebuje remontu. Poddać konserwacji trzeba mechanizm zegara, a samą jego konstrukcję wzmocnić, gdyż wykryto w niej wiele pęknięć. Konieczność remontu dotyczy też naciągu elektrycznego zabytkowego mechanizmu. Urzędnicy postanowili, że wyremontują też część dla zwiedzających. Koszt remontu ma sięgnąć około 40 milionów funtów. W sierpniu 2017 roku rozpoczął się remont dzwonu i potrwał on do 2021 roku.